# リンゴとクローバー
『リンゴとクローバー』は、日本のデュオ・花*花が2002年9月26日にワーナーミュージック・ジャパンから発売したメジャー4枚目（通算5枚目）のオリジナルアルバムである。

## 内容
前作『spice』から1年ぶりのオリジナルアルバム。

## 収録曲
1. ベクトル [3:19]
作詞・作曲：こじまいづみ
編曲：パパダイスケ
2. 電話で話そう [3:48]
作詞・作曲：こじまいづみ
編曲：パパダイスケ
3. こころのこり [5:20]
作詞・作曲：おのまきこ
編曲：パパダイスケ
4. ポロポロ [3:13]
作詞・作曲：おのまきこ
編曲：パパダイスケ
メジャー7thシングルのカップリング曲。
5. 夜香梅 [4:22]
作詞・作曲：こじまいづみ
編曲：パパダイスケ
後に3rdベストアルバム『2×20』にも収録された。
6. POLAROID [2:59]
作詞・作曲：こじまいづみ
編曲：パパダイスケ
7. 蜩 [3:44]
作詞・作曲：こじまいづみ
編曲：パパダイスケ
8. 宝物 [3:31]
作詞・作曲：おのまきこ
編曲：パパダイスケ
9. おうちへ帰ろう〜Take Me Home Country Roads [3:38]
作詞：こじまいづみ、ビル・ダノフ、ジョン・デンバー、タフィー・ナイバート
作曲：こじまいづみ、ビル・ダノフ
編曲：パパダイスケ
ジョン・デンバーの「故郷へかえりたい」のリアレンジカバー。
10. 風鈴 [2:36]
作詞・作曲：おのまきこ
編曲：パパダイスケ
11. 涙のチカラ [3:57]
作詞・作曲：おのまきこ
編曲：パパダイスケ
メジャー6thシングルの表題曲。
12. LONELY GIRL [3:31]
作詞・作曲：アンドリュー・ゴールド
日本語訳詞：花*花
編曲：パパダイスケ
メジャー7thシングルの表題曲。

## 参加ミュージシャン
花*花
- こじまいづみ：Vocal (#5,11)
- おのまきこ：Vocal (#11)、Piano (#5,11)

Support Musician
- パパダイスケ：Acoustic Guitar & Dobro Guitar & Tambourine (#11)
- EBBY：Guitar (#11)
- 岩永巌：Bass (#11)
- 宮田繁男：Drums (#11)
- 後藤勇一郎ストリングス：Strings (#11)
- 大矢貞男：Fiddle (#5)

## タイアップ
- 東宝配給アニメ映画『爆転シュート ベイブレード THE MOVIE 激闘!!タカオVS大地』エンディングテーマ (#4)
- NHK『みんなのうた』2002年2月,3月度放送曲 (#11)
- NHK総合スポーツニュース番組『サタデースポーツ』エンディングテーマ (#11)
- NHK総合スポーツニュース番組『サンデースポーツ』エンディングテーマ (#11)
- NHK総合スポーツ中継番組『全国女子駅伝』イメージソング (#11)